# Zvonimir Golob
Zvonimir Golob (Koprivnica, 19. veljače 1927. – Zagreb, 1. lipnja 1997.), bio je hrvatski pjesnik i prevoditelj.

## Životopis
Zvonimir Golob rođen je u Koprivnici 1927. godine. Studirao je na Filozofskome fakultetu Sveučilišta u Zagrebu. S Filozofskoga fakulteta Sveučilišta u Zagrebu izbačen je 1948. godine, zbog druženja s tada osuđivanim pjesnikom Tinom Ujevićem. Nakon studija u Zagrebu, jedan je od pokretača časopisa Krugovi, a uređivao je i druge publikacije. Sudjelovao je u osnivanju skupine Studio 64, koja je stvorila i afirmirala Zagrebačku školu šansone. 
Golob je svoje pjesme gradio asocijacijom metafora, a posebnu pozornost pridavao je glazbenosti i čitkosti stiha. Objavljivao je i eseje, te prevodio s više jezika. Skladatelj je i autor tekstova šansona snimljenih na 20-ak ploča i kazeta, a bavio se i umjetničkom fotografijom. Jednom je rekao: "Ja sam samo čovjek koji piše o onome što vidi i čuje....moje pjesme su moja duša".

## Djela
- Osjetljivo srdce, vlast. nakl., Zagreb, 1945.
- Okovane oči, [vlast. nakl.?], Zagreb, [1946?]
- Nema sna koji te može zamijeniti: osamnaest pjesama ZG Zvonimira Goloba, Poezija 52, Zagreb, 1952.
- Afrika, Lykos, Zagreb, 1957.
- Glas koji odjekuje hodnicima, Mladost, Zagreb, 1957.
- Elegije, Naprijed, Zagreb, 1963.
- Kao stotinu ruža: [pjesme i šansone], vlast. nakl., Zagreb, 1970.
- Naga: ljubavne pjesme, Matica hrvatska, Zagreb, 1971.
- Čovjek i pas i druge šansone, Croatia concert, Zagreb, 1971.
- Područje poljubaca, Zbirka Biškupić, Zagreb, 1976.
- Čemu služe roditelji, Mladost, Zagreb, 1977.
- Poezija i kabala: studije - eseji - kritike, Alfa - "August Cesarec", Zagreb, 1978.
- U(l)kus duodeni: polemike 1957-68, Mladost, Zagreb, 1978.
- Devet elegija, Zrinski, Čakovec, 1979.
- Grlice u šumi: pjesme o ljubavi, Prosvjeta, Zagreb, 1979.
- Sjena križa, Naprijed, Zagreb, 1986.
- Dnevnik 1985, Mladost, Zagreb, 1987.
- Stidljive ljubavne pjesme, Školska knjiga, Zagreb, 1988.
- Stope: izabrane pjesme, izabrao Branimir Donat esej napisao Branimir Bošnjak, Nakladni zavod Matice hrvatske, Zagreb, 1989.
- Rana, "Dora Krupićeva", Zagreb, 1996.
- Dušo moja, prir. i ur. Mladen Pavković, Alineja, Koprivnica, 2003.
- Izabrane pjesme, Euroknjiga, Zagreb, 2006.
- Tvoj dio zraka: (izabrane pjesme), odabrao i pogovor napisao Davor Šalat, Društvo hrvatskih književnika, Zagreb, 2017.

Neka njegova djela u svojoj je antologiji Żywe źródła iz 1996. godine s hrvatskoga jezika na poljski jezik prevela poljska književnica i prevoditeljica Łucja Danielewska.

## Nagrade i priznanja
- 1992.: Nagrada "Tin Ujević", za zbirku soneta "Rana"

## Spomen
- Njemu u čast se zove književna nagrada Zvonimir Golob koja se dodjeljuje od 2003. godine i Festival neobjavljene ljubavne poezije Zvonimir Golob koji se održava od lipnja 2009. godine.
- Od 23. ožujka 2009. godine se u Koprivnici održava i šansonjerski festival koji nosi ime Golobu u čast. Sve ove manifestacije je inicirao i organizirao Mladen Pavković, koji je 2003. godine piredio i knjigu Golobovih pjesama s nazivom Dušo moja.[3]
- Na pročelju Osnovne škole Antun Nemčić Gostovinski u Koprivnici gdje je Golob polazio školu na inicijativu Mladena Pavkovića postavljena je njemu u čast i spomen-ploča
- Ulica u Koprivnici nosi njegovo ime.

## Vanjske poveznice
- UBIUDR Podravka  Arhivirana inačica izvorne stranice od 18. prosinca 2012. (Wayback Machine) Nagrada Zvonimir Golob 2008.